# Titularbistum Aquae in Proconsulari
Aquae in Proconsulari (ital.: Acque di Proconsolare) ist ein Titularbistum der römisch-katholischen Kirche.
Es geht zurück auf einen untergegangenen Bischofssitz in der gleichnamigen antiken Stadt, die in der römischen Provinz Africa proconsularis (heute nördliches Tunesien) lag. Der Bischofssitz war der Kirchenprovinz Karthago zugeordnet.
| Titularbischöfe von Aquae in Proconsulari |                       |                                                       |                   |                   |
| Nr.                                       | Name                  | Amt                                                   | von               | bis               |
| 1                                         | José Fernandes Veloso | Weihbischof in Petrópolis (Brasilien)                 | 23. März 1966     | 26. November 1981 |
| 2                                         | Salim Sayegh          | Weihbischof im Lateinischen Patriarchat von Jerusalem | 26. November 1981 |                   |